# Audrey (prénom)
Pour les articles homonymes, voir Audrey.
Ne doit pas être confondu avec Aubrey.
Audrey est un prénom féminin d'origine anglaise, fêtée le 23 juin. 

## Étymologie
Il procède d’Æthelred sur æðel (noble) et rǣd, rēd (conseil, avis, bonheur)[réf. nécessaire]> anglais moyen Aldred, Eldred est un prénom masculin. 
Il s'est confondu avec un autre anthroponyme Æthelthryth, basé sur þryð (force), équivalent du germanique continental trude dans Gertrude, et est alors féminin. La forme continentale Edeltrude, Adeltraud (allemand) est également attestée. Aetheldreda est une version anglo-saxonne latinisée.
La forme actuelle résulte d'une évolution phonétique propre à l'anglo-normand, langue d'oïl, proche de l'ancien français, d'où cette graphie francisée[réf. nécessaire].

## Variantes
- vieil anglais : Ethelred, Æthelred, Æthelthrut, Etheldreda
- français, anglais : Audrey, Audray
- polonais : Edeltruda

## Personnalités
Parmi les Audrey célèbres, on peut citer :
- Audrey Abadie
- Audrey Adiceom
- Audrey Alloh
- Audrey Alwett
- Audrey Amiel
- Audrey Arno
- Audrey Azoulay
- Audrey Bandiera
- Audrey Bastien
- Audrey Bellia-Sauvage
- Audrey Benoît
- Audrey Bernard
- Audrey Bitoni
- Audrey Bogemans
- Audrey Bolder
- Audrey Bonnet
- Audrey Bourolleau
- Audrey Brohy
- Audrey Brown
- Audrey Bruneau
- Audrey Butt Colson
- Audrey Buttifiant
- Audrey Bélim
- Audrey C. Delsanti
- Audrey Callaghan
- Audrey Cavelius
- Audrey Chapman
- Audrey Chauveau
- Audrey Christie
- Audrey Ciofani
- Audrey Cléau
- Audrey Cordon-Ragot
- Audrey Coulter
- Audrey Crespo-Mara
- Audrey Célestine
- Audrey Dalton
- Audrey Dana
- Audrey Daule
- Audrey Demoustier
- Audrey Deroin
- Audrey Descouts
- Audrey Diwan
- Audrey Doyon-Lessard
- Audrey Dufeu
- Audrey Dussutour
- Audrey Eagle
- Audrey Emerton
- Audrey Erskine Lindop
- Audrey Esi Swatson
- Audrey Esparza
- Audrey Estrougo
- Audrey Fella
- Audrey Ferris
- Audrey Flack
- Audrey Fleurot
- Audrey Fontaine
- Audrey Forlani
- Audrey Fouché
- Audrey Françaix
- Audrey Gallet
- Audrey Galy
- Audrey Garcia
- Audrey Giacomini
- Audrey Goutard
- Audrey Guérit
- Audrey Hamilton
- Audrey Hamm
- Audrey Hepburn
- Audrey Hollander
- Audrey Horne
- Audrey Hylton-Foster
- Audrey Jeannette Etoua Biock
- Audrey Jeffers
- Audrey Jougla
- Audrey Kobayashi
- Audrey Korsaga
- Audrey Koumba
- Audrey La Rizza
- Audrey Labeau
- Audrey Lacaze
- Audrey Lacroix
- Audrey Lamy
- Audrey Landers
- Audrey Le Morvan
- Audrey Lebon
- Audrey Leprince
- Audrey Leuba
- Audrey Leunens
- Audrey Linkenheld
- Audrey Long
- Audrey Looten
- Audrey Malet
- Audrey Marie Anderson
- Audrey Marnay
- Audrey Maurice
- Audrey Maurion
- Audrey McElmury
- Audrey McLaughlin
- Audrey Meadows
- Audrey Merle
- Audrey Mestre
- Audrey Michael
- Audrey Millet
- Audrey Moore
- Audrey Munson
- Audrey Nabila Monkam
- Audrey Napoleon
- Audrey Niffenegger
- Audrey Njepang
- Audrey Parily
- Audrey Parker
- Audrey Patterson
- Audrey Pauley
- Audrey Peppe
- Audrey Pichol
- Audrey Pleynet
- Audrey Poitras
- Audrey Poussier
- Audrey Prieto
- Audrey Pulvar
- Audrey Richards
- Audrey Robichaud
- Audrey Rorive
- Audrey Rose
- Audrey Sale-Barker
- Audrey Sauret
- Audrey Sedano
- Audrey Spiry
- Audrey Stevens Niyogi
- Audrey Stevenson
- Audrey Sylvain
- Audrey Syren
- Audrey Tang
- Audrey Tanguy
- Audrey Tautou
- Audrey Tcheuméo
- Audrey Terras
- Audrey Tomason
- Audrey Totter
- Audrey Vaillancourt
- Audrey Vernon
- Audrey Vigoureux
- Audrey Wasilewski
- Audrey Wells
- Audrey Werro
- Audrey Whitby
- Audrey Williamson
- Audrey Withers
- Audrey Yetna Chicot
- Audrey Zarif
- Audrey Zitter
- Audrey de Montigny